# Grand Prix de Victoria Park
Grand Prix de Victoria Park är ett travlopp för femåriga och äldre hingstar/valacker och ston som äger rum i augusti på Victoria Park i Wolvega i Nederländerna. Det är ett Grupp 2-lopp.
Loppet körs över 2600 meter på banan Victoria Park, med autostart. Den samlade prissumman är 54 000 euro, och 25 000 euro i första pris. Loppet ingår i serien Tour Europeen du Trotteur Francais.
Loppet kördes för första gången 2011 och vinnaren av loppet var Nuit Torride som tränades av Philippe Gillot och kördes av Bernard Piton.

## Vinnare
| År   | Häst                                              | Far                                               | Kusk                                              | Tränare                                           | Distans                                           | Tid/km                                            |
| ---- | ------------------------------------------------- | ------------------------------------------------- | ------------------------------------------------- | ------------------------------------------------- | ------------------------------------------------- | ------------------------------------------------- |
| 2023 | Doux Parfum                                       | Singalo                                           | Kristof Depuydt                                   | Carine de Soete                                   | 2 600 m                                           | 1'12"6                                            |
| 2022 | Feydeau Seven                                     | Redeo Josselyn                                    | Joseph Verbeeck                                   | Jean-Michel Bazire                                | 2 600 m                                           | 1'13"0                                            |
| 2021 | Feydeau Seven                                     | Redeo Josselyn                                    | Joseph Verbeeck                                   | Jean-Michel Bazire                                | 2 600 m                                           | 1'12"7                                            |
| 2020 | Inställt p.g.a. den pågående coronaviruspandemin. | Inställt p.g.a. den pågående coronaviruspandemin. | Inställt p.g.a. den pågående coronaviruspandemin. | Inställt p.g.a. den pågående coronaviruspandemin. | Inställt p.g.a. den pågående coronaviruspandemin. | Inställt p.g.a. den pågående coronaviruspandemin. |
| 2019 | Eridan                                            | Ready Cash                                        | Hugo Langeweg J:r                                 | Sébastien Guarato                                 | 2 600 m                                           | 1'15"6                                            |
| 2018 | Valko Jenilat                                     | Kepler                                            | Éric Raffin                                       | Sébastien Guarato                                 | 2 600 m                                           | 1'13"7                                            |
| 2017 | Beau Gamin                                        | Quinoa du Gers                                    | Hugo Langeweg J:r                                 | Sébastien Guarato                                 | 2 600 m                                           | 1'14"0                                            |
| 2016 | Sierra Leone                                      | John Arifant                                      | Jean Claude Hallais                               | Jean Claude Hallais                               | 2 600 m                                           | 1'14"9                                            |
| 2015 | Sirene de Feugeres                                | Infant du Bossis                                  | Thierry Duvaldestin                               | Thierry Duvaldestin                               | 2 600 m                                           | 1'14"1                                            |
| 2014 | Severino                                          | Gobernador                                        | Christian Bigeon                                  | Christian Bigeon                                  | 2 600 m                                           | 1'14"5                                            |
| 2013 | Quinoa du Gers                                    | Ganymede                                          | Franck Nivard                                     | Fabrice Souloy                                    | 2 600 m                                           | 1'14"6                                            |
| 2012 | Punchy                                            | Fortuna Fant                                      | Jean Boillereau                                   | Jean Boillereau                                   | 2 600 m                                           | 1'13"8                                            |
| 2011 | Nuit Torride                                      | Bolero du Coq                                     | Bernard Piton                                     | Philippe Gillot                                   | 2 600 m                                           | 1'16"9                                            |